# Сом Суд
Сом Суд (фр. Somme-Soude) је река у Француској. Дуга је 60 km. Улива се у Марну. 